# Dan Peter McKenzie
Dan Peter McKenzie, britanski geofizik, * 1924.
McKenzie je kot prvi definiral načela tektonike plošč.